# جغرافیاهای تصوری
جغرافیاهای تصوری یا جغرافیاهای خیالی مفهومی است از ادوارد سعید و به ویژه از کار او در نقد شرق‌شناسی سرچشمه گرفته‌است. جغرافیای تخیلی به ادراک فضایی اشاره دارد که از طریق تصاویر، متون یا گفتمان‌های ویژه‌ای ایجاد شده‌است. برای سعید، «تصوری» به معنای کاذب یا ساختگی نیست، بلکه مترادف با «ادراک‌‌شده‌» است. هرچند این مفهوم بیشتر در سطح ملی بروز میابد ولی در درون کشورها و به صورت محلی در مناطق، شهرها و… نیز نمود دارد.
جغرافیای تصوری را می‌توان به عنوان ریختی از ساخت‌گرایی اجتماعی هم‌تراز با مفهوم جوامع خیالی بندیکت اندرسون دانست. تصور ادوارد سعید از شرق‌شناسی با پویاییِ پرآشوبِ تاریخِ معاصر گره خورده‌است. شرق‌شناسی اغلب به‌عنوان برداشت‌ها و ترسیم‌های پشتیبان غرب از شرق، اما به‌طور ویژه‌تر نسبت به دولت‌های اسلامی و کنفوسیوس شناخته می‌شود. شرق‌شناسی به عنوان سنگ بنای مطالعات پسااستعماری نیز شناخته شده‌است.
از این نظریه برای نقد چندین جغرافیای ایجادشده هم از منظر تاریخی و هم از منظر معاصر نیز استفاده شده‌است. مانند پژوهش ماریا تودورووا در تصور بالکان است. برخورد تمدن‌ها از ساموئل پی هانتینگتون نیز مورد انتقاد قرار گرفته‌است زیرا مجموعه‌ای کامل از جغرافیاهای تصوری را می‌نمایاند. نظریات هالفورد مکیندر توسط محققان به عنوان یک جغرافیای تصوری مطرح شده‌است که بر اهمیت اروپا نسبت به کشورهای غیراروپایی تأکید می‌کند.

## شرق‌شناسی
ادوارد سعید در کتاب شرق‌شناسیِ خود استدلال کرد که فرهنگ غربی دیدگاهی از " شرق " را بر اساس تخیل خاصی ایجاد کرده‌است که از طریق شرق‌شناسی آکادمیک، سفرنامه‌نویسی، مردم‌شناسی و دیدگاه استعماری به شرق رایج شده‌است. این تخیل شامل ترسیم شرق به مثابه عنصری زنانه بود. با این حال، دیدگاه سعید در مورد طبیعت جنسیتی به دلیل کاوشِ محدود در ساختار، موردِ انتقاد سایر محققان قرار گرفته‌است.
سعید در یک سخنرانی در سال ۱۹۹۳ در دانشگاه یورک در تورنتوی کانادا، بر نقشی که فرهنگ در امپریالیسم و استعمارِ مبتنی بر شرق‌شناسی ایفا می‌کند، تأکید کرد. با تمایز و ارتقای یک فرهنگ ملی نسبت به فرهنگ دیگر، فرایند اعتباربخشیِ «دیگری» آغاز می‌شود. این فرایند، زیربنای جغرافیاهای تصوری مانند شرق‌شناسی است چراکه شرق‌شناسی مجموعه‌ای از تصورات از پیش تعیین‌شده را برای اهداف خودخواهانه القا می‌کند تا از خود یک برتر بسازد تا نیروی امپراتوری یا عامل استعمار بتواند کارهای خود را به گونه‌ای ضروری یا مفید برای «دیگری» توجیه کند.
علیرغم دامنه و تأثیر گسترده شرق‌شناسی به‌عنوان یک جغرافیای تصوری، به همراه فرایند «دیگری» گفتمانی را تشکیل داد و در نتیجه در جوامع غربی و سلطه‌گر نهادینه می‌شود. از این نظر است که شرق‌شناسی ممکن است در متون فرهنگی مانند هنر، فیلم، ادبیات، موسیقی و… که در آن ساختارهای تک‌بعدی و اغلب وارونه حاکم است، تقویت شود. منبع اصلی نمونه‌های سینمایی، فیلم مستند Reel Bad Arabs: How Hollywood Vilifies a People است. این فیلم روند «دیگری» محور شرق‌شناسی را در فیلم‌های غربی از دوران صامت تا کلاسیک‌های مدرن مانند علاءالدین دیزنی نشان می‌دهد. ساخت و سازهای پست، عقب‌مانده و از نظر فرهنگی راکد، «دیگرانِ» شرقی را با این شمایل در ذهنِ مصرف‌کنندگان غربی نهادینه می‌کند.
ادوراد سعید در شرق‌شناسی می‌گوید که شرق‌شناسی یک جغرافیای خیالی است، چوان در نخست اروپایی‌ها یک فرهنگ را برای کل «شرق» ایجاد کردهآند، و دوم «شرق» با متن تعریف شده نه با خودِ «شرق».

## نظریه
ادوارد سعید به شدت تحت تأثیر میشل فوکو بود. همچنین کسانی که نظریه جغرافیاهای تصوری را توسعه داده‌اند، ایشان را به هم مرتبط دانسته‌اند. فوکو می‌گوید که قدرت و دانش همیشه در هم تنیده‌اند. سعید سپس ایده‌ای از رابطه بین قدرت و توصیفات را توسعه داد؛ بنابراین، جغرافیاهای تخیلی به عنوان ابزار قدرت، وسیله‌ای برای کنترل و تابع کردن مناطق هستند. قدرت در دست کسانی است که حق دارند آنهایی را که تصور می‌کنند عینیت بخشند.
جغرافیای تخیلی بیشتر بر اساس اسطوره و افسانه بود و اغلب، «دیگرانِ» هیولاآمیز را به تصویر می‌کشید. به قول ادوارد سعید: «اروپا، قدرتمند و گویا است. آسیا شکست‌خورده و دور است.» از جمله نویسندگان دیگری که به شدت تحت تأثیر مفهوم جغرافیاهای تصوری قرار گرفته‌اند، امی‌توان به درک گرگوری اشاره کرد. گرگوری استدلال می‌کند که جنگ با تروریسم، ادامه همان جغرافیای خیالی را نشان می‌دهد که سعید کشف کرد. او مدعی است که جهان اسلام، غیرمتمدن به تصویر کشیده شده‌است و به عنوان عقب‌مانده و شکست‌خورده برچسب گذاری شده‌است تا این مداخله نظامی که در افغانستان و عراق است را توجیه می‌کند. ادوارد سعید اشاره می‌کند که وقتی اسلام در قرون وسطی در اروپا ظهور کرد، واکنش، محافظه کارانه و تدافعی بود. Ó' Tuathail استدلال کرده‌است که دانش ژئوپلیتیک شکلی از جغرافیای تصوری است. او با استفاده از نظریه هالفورد مکیندر نشان داده‌است که چه تصوری از اروپای شرقی ارایه شده. روسیه غربی به عنوان یک منطقه ژئوپلیتیکیِ کلیدی پس از جنگ جهانی اول بر اقداماتی مانند بازسازی لهستان و کریدور لهستان در معاهده ۱۹۱۸ ورسای تأثیر گذاشت.